# Offwiller

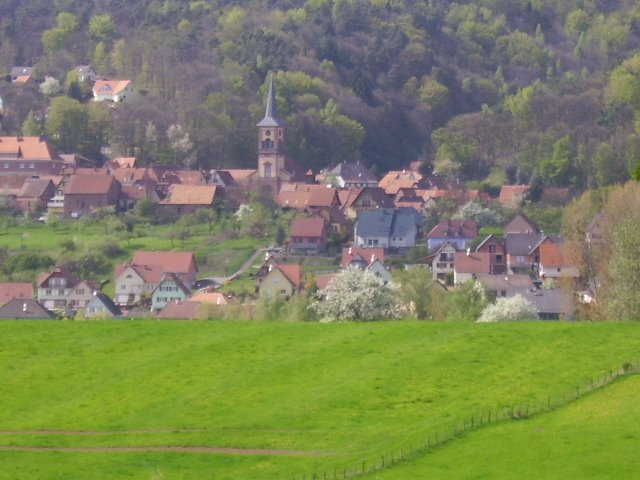
Ortsansicht

Offwiller (deutsch: Off[en]weiler) ist eine französische Gemeinde mit 805 Einwohnern (Stand 1. Januar 2021) im Département Bas-Rhin in der Region Grand Est (bis 2015 Elsass) und ist Mitglied der Communauté de communes du Pays de Niederbronn-les-Bains.

## Geografische Lage
Offwiller liegt im Gebiet der in Frankreich so genannten Nordvogesen innerhalb des Biosphärenreservats Pfälzerwald-Vosges du Nord.

## Geschichte

### Mittelalter
Das Dorf Offenweiler befand sich ursprünglich im Besitz des Reichs, gelangte dann an den Herzog von Lothringen und gehörte seit 1399 dem Bischof von Straßburg. Es war als Lehen an die Herrschaft Lichtenberg vergeben, nachdem sie dieses Recht 1456 von dem Grafen von Lützelstein gekauft hatte. In der Herrschaft Lichtenberg gehörte Offenweiler zum Amt Ingweiler.
1480 verstarb mit Graf Jakob das letzte männliche Mitglied der Familie derer von Lichtenberg. Das Erbe und die Herrschaft wurde geteilt. Das Amt Ingweiler gehörte zu dem Teil des Erbes, der an Zweibrücken-Bitsch fiel.

### Neuzeit
Allerdings kam es 1570 zu einem weiteren Erbfall, bei dem die Grafen von Hanau-Lichtenberg das Amt Ingweiler in Besitz nahmen. Die Grafen von Hanau-Lichtenberg führten ab der Mitte des 16. Jahrhunderts die Reformation in ihrer Grafschaft ein, die nun lutherisch wurde.
Durch die Reunionspolitik Frankreichs fielen 1680 erhebliche der im Elsass gelegenen Teile der Grafschaft Hanau-Lichtenberg unter die Oberhoheit Frankreichs. Dazu zählte auch das Amt Ingweiler.
1736 starb mit Graf Johann Reinhard III. der letzte männliche Vertreter des Hauses Hanau. Aufgrund der Ehe seiner einzigen Tochter, Charlotte (* 1700; † 1726), mit dem Erbprinzen Ludwig (VIII.) (* 1691; † 1768) von Hessen-Darmstadt fiel die Grafschaft Hanau-Lichtenberg nach dort. Wohl im 18. Jahrhundert wurde Offenweiler aus dem Amt Ingweiler aus- und in das Amt Pfaffenhofen der Grafschaft Hanau-Lichtenberg eingegliedert.
Im Zuge der Französischen Revolution fiel dann der linksrheinische Teil der Grafschaft Hanau-Lichtenberg – und damit auch das Amt Pfaffenhofen und Offenweiler – an Frankreich.

### Bevölkerungsentwicklung
| 1798 | 1962 | 1968 | 1975 | 1982 | 1990 | 1999 | 2005 | 2017 |
| ---- | ---- | ---- | ---- | ---- | ---- | ---- | ---- | ---- |
| 743  | 900  | 933  | 926  | 897  | 882  | 852  | 826  | 796  |